# Gaza (Brioni)
Gaza o Gazza (in croato Gaz) è un isolotto disabitato della Croazia e fa parte dell'arcipelago delle isole Brioni, lungo la costa istriana.
Amministrativamente appartiene all'istituzione pubblica del Parco nazionale di Brioni del comune di Pola, nella regione istriana.

## Geografia
Gaza si trova nella parte settentrionale dell'arcipelago dei Brioni, 760 m a ovest di Brioni Minore, 230 m a ovest di Toronda, 420 m a sud-sudovest di San Marco e 415 m a nordovest di Zumpin grande. Come il resto dell'arcipelago, è separata dalla terraferma dal canale di Fasana (Fažanski kanal) e, nel punto più ravvicinato (punta Grotta, rt Grota), dista da essa 5 km.
Gaza è un isolotto a forma di goccia, con la parte stretta e leggermente curva che punta verso nord-nordovest, che misura 405 m di lunghezza e 210 m di larghezza massima. Ha una superficie di 0,0625 km² e uno sviluppo costiero di 1,128 km. Al centro, raggiunge un'elevazione massima di 14,8 m s.l.m.

### Isole adiacenti
- Cabula[1][3] (Kabula)[6], piccola roccia affiorante situata 800 m a nordovest di Gaza. (44°56′43″N 13°42′35″E)

### Cartografia
- (HR) Mappa topografica della Croazia 1:25000, su preglednik.arkod.hr.